# Zachodnie Visayas

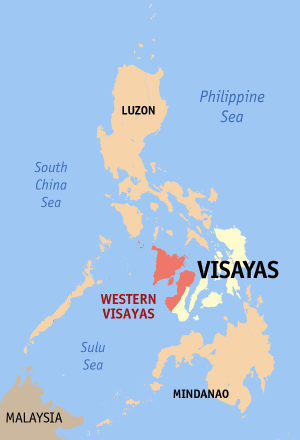
Położenie regionu Zachodnie Visayas

Zachodnie Visayas (Region VI) – jeden z 17 regionów Filipin, położony w zachodniej części Visayas. W skład regionu wchodzi 6 prowincji: 
- Aklan
- Antique
- Negros Occidental
- Capiz
- Guimaras
- Iloilo

Ośrodkiem administracyjnym jest miasto Iloilo w prowincji Iloilo. 
Powierzchnia regionu wynosi 20 223 km². W 2010 roku jego populacja liczyła 7 102 438 mieszkańców.